# Arsenal Football Club 2001-2002
Questa voce raccoglie le informazioni riguardanti l'Arsenal Football Club nelle competizioni ufficiali della stagione 2001-2002.

## Maglie e sponsor
Lo sponsor tecnico per la stagione 2001-2002 è Nike, mentre lo sponsor ufficiale è Dreamcast.
| Casa | Trasferta | Terza |

## Rosa
| N. |                        | Ruolo | Calciatore               |
| -- | ---------------------- | ----- | ------------------------ |
| 1  | Inghilterra (bandiera) | P     | David Seaman             |
| 2  | Inghilterra (bandiera) | D     | Lee Dixon                |
| 3  | Inghilterra (bandiera) | D     | Ashley Cole              |
| 4  | Francia (bandiera)     | C     | Patrick Vieira           |
| 5  | Inghilterra (bandiera) | D     | Martin Keown             |
| 6  | Inghilterra (bandiera) | D     | Tony Adams               |
| 7  | Francia (bandiera)     | C     | Robert Pirès             |
| 8  | Svezia (bandiera)      | C     | Fredrik Ljungberg        |
| 9  | Inghilterra (bandiera) | A     | Francis Jeffers          |
| 10 | Paesi Bassi (bandiera) | A     | Dennis Bergkamp          |
| 11 | Francia (bandiera)     | A     | Sylvain Wiltord          |
| 12 | Camerun (bandiera)     | D     | Lauren                   |
| 13 | Inghilterra (bandiera) | P     | Stuart Taylor            |
| 14 | Francia (bandiera)     | A     | Thierry Henry            |
| 15 | Inghilterra (bandiera) | C     | Ray Parlour              |
| 16 | Paesi Bassi (bandiera) | C     | Giovanni van Bronckhorst |
| 17 | Brasile (bandiera)     | C     | Edu                      |

| N. |                         | Ruolo | Calciatore            |
| -- | ----------------------- | ----- | --------------------- |
| 18 | Francia (bandiera)      | D     | Gilles Grimandi       |
| 19 | Giappone (bandiera)     | C     | Jun'ichi Inamoto      |
| 20 | Inghilterra (bandiera)  | D     | Matthew Upson         |
| 21 | Inghilterra (bandiera)  | C     | Jermaine Pennant      |
| 22 | Ucraina (bandiera)      | D     | Oleh Lužnyj           |
| 23 | Inghilterra (bandiera)  | D     | Sol Campbell          |
| 24 | Inghilterra (bandiera)  | P     | Richard Wright        |
| 25 | Nigeria (bandiera)      | A     | Nwankwo Kanu          |
| 26 | Lettonia (bandiera)     | D     | Igors Stepanovs       |
| 27 | Grecia (bandiera)       | D     | Eustathios Taularidīs |
| 31 | Francia (bandiera)      | A     | Jérémie Aliadière     |
| 35 | Germania (bandiera)     | D     | Moritz Volz           |
| 36 | Inghilterra (bandiera)  | D     | John Halls            |
| 37 | RD del Congo (bandiera) | A     | Carlin Itonga         |
| 40 | Inghilterra (bandiera)  | C     | Rohan Ricketts        |
| 44 | Danimarca (bandiera)    | D     | Sebastian Svärd       |
| 57 | Brasile (bandiera)      | D     | Juan                  |

## Risultati

### FA Cup
| Arbitro: | Halsey |

|            |           |         |
| Robert 52’ | Marcatori | 14’ Edu |

| Arbitro: | Rennie |

|                                   |           |  |
| Pirès 2’ Bergkamp 9’ Campbell 50’ | Marcatori |  |

| Arbitro: | Elleray |

|  |           |                  |
|  | Marcatori | 39’ (aut.) Festa |

| Arbitro: | Riley |

|                           |           |  |
| Parlour 70’ Ljungberg 80’ | Marcatori |  |

### UEFA Champions League

#### Prima fase a gironi
| Arbitro: | Fisker |

|                    |           |  |
| Engonga 12’ (rig.) | Marcatori |  |

| Arbitro: | Colombo |

|                              |           |                              |
| Ljungberg 33’ Henry 36’, 47’ | Marcatori | 43’ van Hoogdalem 59’ Mpenza |

| Arbitro: | Melo Pereira |

|                |           |  |
| Karagounis 45’ | Marcatori |  |

| Arbitro: | Meier |

|                       |           |               |
| Henry 23’, 52’ (rig.) | Marcatori | 58’ Olisadebe |

| Arbitro: | Jol |

|                                    |           |          |
| Pirès 61’ Bergkamp 63’ Henry 90+3’ | Marcatori | 74’ Novo |

| Arbitro: | McClelland |

|                                  |           |             |
| Mulder 2’ Vermant 60’ Möller 64’ | Marcatori | 71’ Wiltord |

#### Seconda fase a gironi
| Arbitro: | Hauge |

|                       |           |  |
| Makaay 9’ Tristán 25’ | Marcatori |  |

| Arbitro: | Melo Pereira |

|                              |           |               |
| Ljungberg 21’, 88’ Henry 28’ | Marcatori | 49’ Trezeguet |

| Arbitro: | Sars |

|             |           |           |
| Kirsten 90’ | Marcatori | 56’ Pirès |

| Arbitro: | Hamer |

|                                           |           |              |
| Pirès 5’ Henry 7’ Vieira 48’ Bergkamp 83’ | Marcatori | 86’ Sebescen |

| Arbitro: | Meier |

|  |           |                        |
|  | Marcatori | 30’ Valerón 40’ Naybet |

| Arbitro: | Nilsson |

|              |           |  |
| Zalayeta 76’ | Marcatori |  |